# Heinrich Zurmühlen
Heinrich Zurmühlen (* 21. August 1881 in Oesdorf; † 20. Januar 1934 in Bad Pyrmont) war ein deutscher Maurer und Politiker (SPD).
Zurmühlen war der Sohn des Bahnarbeiters August Zurmühlen und dessen Ehefrau Melusine, geborene Düwel. Er heiratete am 3. November 1906 in Oesdorf Sophie Caroline Johanne Meyer (1885–1970). Zurmühlen lebte als Maurer in Oesdorf.
1920 rückte er für Karl Kleine in die Verfassungsgebende Waldeck-Pyrmonter Landesvertretung nach, der er bis 1922 angehörte.